# British Comedy Awards 1997

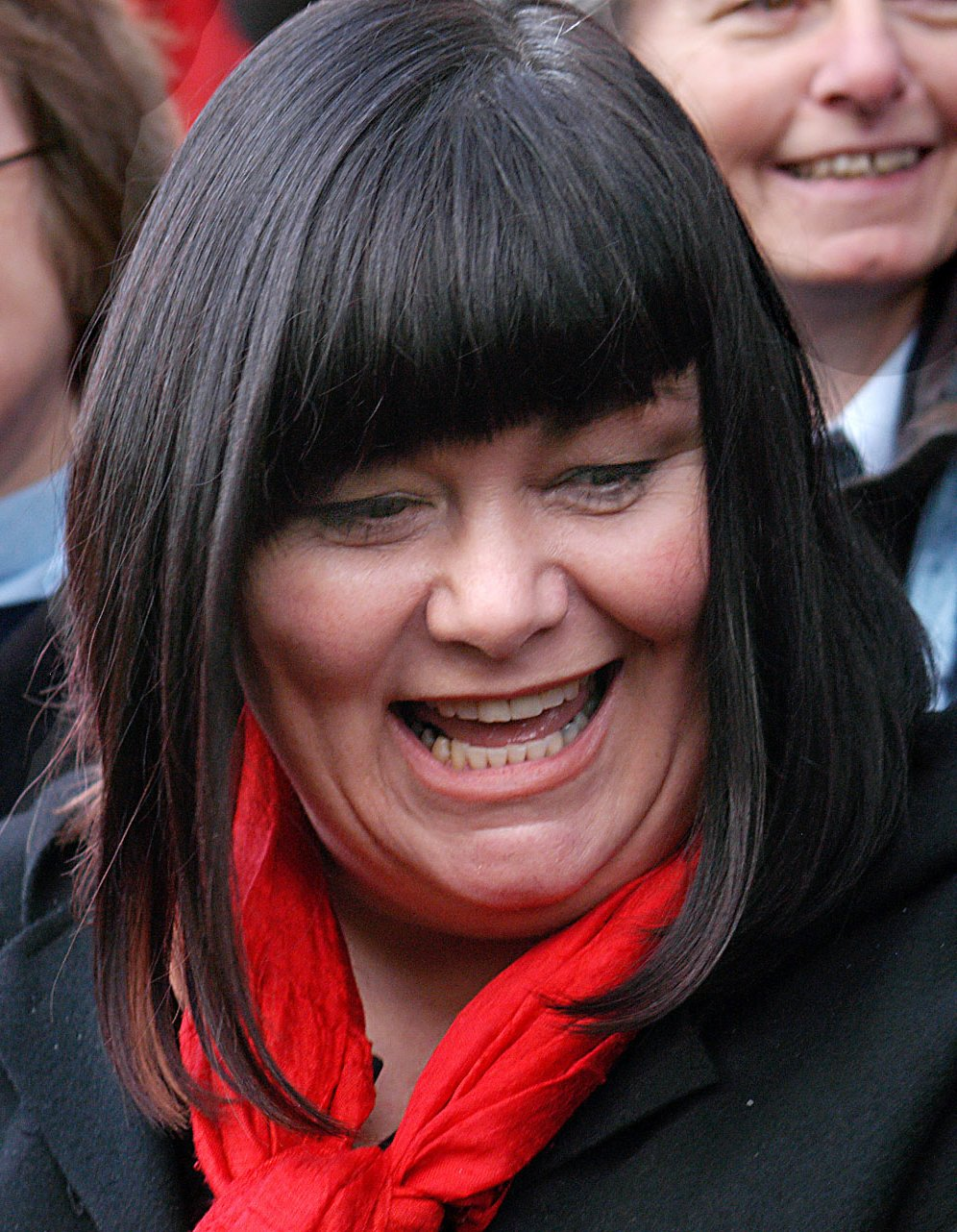
Dawn French, najlepsza telewizyjna aktorka komediowa

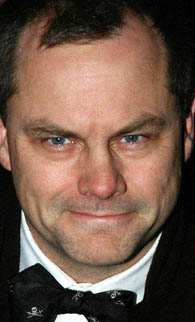
Jack Dee, nagrodzony za najlepszy stand-up

British Comedy Awards 1997 – ósma edycja nagród British Comedy Awards, zorganizowana w 1997 roku. Prowadzącym ceremonię rozdania nagród był Jonathan Ross. W najważniejszych kategoriach aktorskich zwyciężyli Dawn French (za serial Pastor na obcasach) i David Jason (za Tylko głupcy i konie).

## Lista laureatów
- Najlepszy telewizyjny aktor komediowy: David Jason
- Najlepsza telewizyjna aktorka komediowa: Dawn French
- Najlepsza osobowość telewizyjna (BBC One): Caroline Ahern
- Najlepsza osobowość telewizyjna (BBC Two/Channel 4): Paul Whitehouse
- Najlepsza osobowość telewizyjna (ITV): Cilla Black
- Najlepszy telewizyjny program rozrywkowy: An Evening With Lily Savage
- Najlepszy telewizyjny debiut komediowy: Graham Norton
- Najlepsza komedia telewizyjna: The Fast Show
- Najlepsza nowa komedia telewizyjna: Harry Hill
- Najlepszy sitcom (BBC): Jedną nogą w grobie (świąteczny odcinek specjalny)
- Najlepszy sitcom (ITV): Faith in the Future
- Najlepszy sitcom (Channel 4): Ojciec Ted (świąteczny odcinek telewizyjny)
- Najlepszy komediodramat (BBC): The Missing Postman
- Najlepszy komediodramat (ITV): Cold Feet
- Najlepsza komedia dla dzieci: My Dad's A Boring Nerd
- Najlepsza komedia filmowa: Goło i wesoło
- Najlepsza zagraniczna komedia telewizyjna: The Larry Sanders Show
- Najlepsza komedia radiowa: People Like Us
- Najlepszy stand-up: Jack Dee
- Nagroda Brytyjskiej Gildii Scenarzystów dla najlepszego scenarzysty komediowego: Ray Galton i Alan Simpson
- Nagroda za najśmieszniejszy moment w komedii: Tylko głupcy i konie
- Nagroda Publiczności: Tylko głupcy i konie
- Nagrody za całokształt twórczości: Stanley Baxter